# Aleochara spissicornis
Aleochara spissicornis är en skalbaggsart som beskrevs av Wilhelm Ferdinand Erichson 1839. Aleochara spissicornis ingår i släktet Aleochara, och familjen kortvingar. Enligt den svenska rödlistan är arten nära hotad i Sverige. Arten förekommer på Gotland, Öland och Götaland. Artens livsmiljö är havsstränder, jordbrukslandskap.